# Alice Lee
Pour les articles homonymes, voir Lee.
Cet article concerne la mathématicienne. Pour l'actrice, voir Alice Lee (actrice). Pour la joueuse d'échecs, voir Alice Lee (joueuse d'échecs).
Alice Lee (1858-1939) est une mathématicienne britannique, l'une des premières femmes diplômées de l'université de Londres et docteur en sciences en 1901. Elle travaille avec Karl Pearson au University College de Londres à partir de 1892. Elle est connue pour ses recherches sur la variation de la capacité crânienne chez l'humain et sa corrélation avec la capacité intellectuelle.

## Biographie
Alice Lee naît à Dedham, dans l'Essex, le 28 juin 1858. Elle est la troisième enfant d'une fratrie de cinq filles, fille de William Lee, constructeur de véhicules et de Matilda Wrenn née Baker. Elle fait ses études au Bedford College de 1876 à 1884. En 1879-1880, elle suit le premier cours de mathématiques à Bedford et a été l'une des premières femmes à être diplômée de l'université de Londres (Bedford College étant alors un collège féminin de l'université), obtenant un BSc en 1884 et un BA en 1885. Elle reste ensuite à Bedford jusqu'en 1916, d'abord comme chargée de cours en mathématiques et en physique, puis de 1892 à 1894, elle est employée comme « aide résidente » au collège, et reçoit en retour la pension et le logement gratuits. Plus tard, elle donne également des cours de grec et de latin.

## Activités professionnelles et recherche scientifique

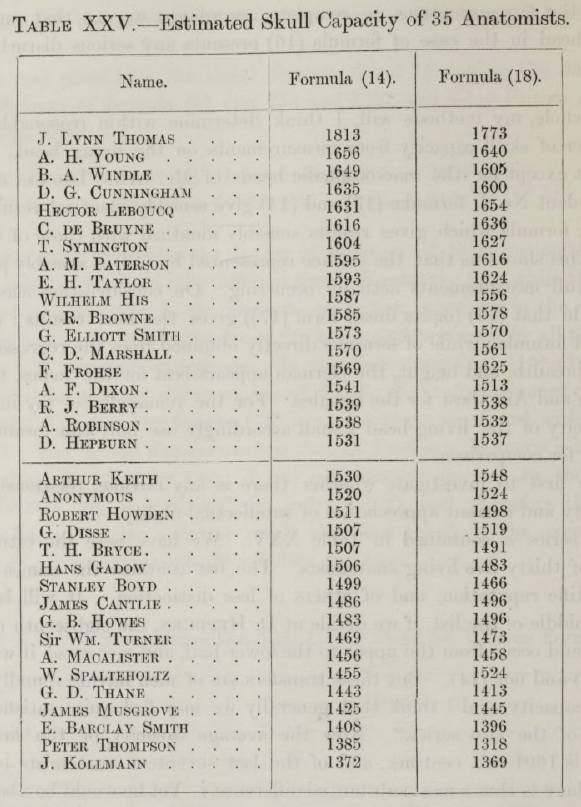
L'article de Lee de 1901 A study of the correlation of the human skull humain comprend ce tableau avec une capacité estimée du crâne de 35 anatomistes, le plus bas étant celui de qu'elle qualifie d'« un des anthropologues vivants les plus capables ».

Alice Lee assiste aux conférences de statistiques de Karl Pearson au University College de Londres dès 1895, et s'intéresse à son application des méthodes statistiques à la biologie évolutive. Elle poursuit ses études sous sa direction, et son sujet de recherche est une enquête sur la variation de la capacité crânienne chez l'homme et sa corrélation avec la capacité intellectuelle. Son premier article sur le sujet en 1901, A study of the correlation of the human skull, provoque une controverse scientifique. Pour cette recherche, elle a examiné trois groupes - des étudiantes du Bedford College, des professeurs masculins de l'University College et une collection d'éminents anatomistes masculins. L'étude a démontré qu'il n'y avait pas de corrélation entre la taille du crâne et l'intelligence. Grâce à une formule, Lee a calculé la capacité crânienne à partir des mesures anatomiques. Les individus dans les groupes ont été classés par ordre décroissant de taille du crâne et identifiés par leur nom. La thèse a été achevée en 1899 et les résultats ont provoqué une controverse considérable. C'était alors une théorie acceptée en craniologie que la puissance cérébrale augmentait avec la taille, donc la capacité du crâne était une mesure de la capacité mentale. En conséquence, on pensait que les hommes, qui avaient généralement une tête plus grosse que les femmes, étaient mentalement supérieurs. Les découvertes de Lee ont mis en doute cette croyance. En outre, l'un des examinateurs de sa thèse était un anatomiste avec un faible classement dans le tableau des capacités du crâne de son étude. L'étude de Lee a suscité de nombreuses critiques de la part de ses examinateurs de thèse et de l'eugéniste Francis Galton, qui ont remis en question l'originalité et la qualité scientifique de son travail. C'est grâce à l'intervention de Karl Pearson que Lee a finalement obtenu un doctorat en 1901. L'année suivante, Pearson a publié deux articles qui répondaient aux critiques adressées aux conclusions de l'étude de Lee. Comme il n'y avait aucune critique effective, ce travail a été rapidement accepté.
À partir de 1892, Alice Lee travaille dans le laboratoire biométrique de Pearson, d'abord à titre bénévole, puis comme salariée pour un montant annuel de 90 £, pour trois jours d'activités hebdomadaires. Ses tâches comprenaient la réduction des données, le calcul des coefficients de corrélation, la création de diagrammes à barres d'histogramme et le calcul d'un nouveau type de statistiques de distribution du chi carré. Elle assure également les fonctions de secrétaire de laboratoire. Pearson finance son salaire grâce à une subvention. Sur la même subvention, Pearson a également engagé les sœurs Beatrice Mabel Cave-Browne-Cave et Frances Cave-Browne-Cave comme calculatrices à temps partiel. Lee est rémunérée par le laboratoire jusqu'en 1907 et conserve son poste de professeur au Bredford College jusqu'en 1916.
Durant sa période d'activité au laboratoire, Alice Lee commence à avoir ses propres projets de recherche. Elle publie quatre articles en son propre nom et contribue à 26 articles collectifs. À deux reprises, elle refuse d'être citée comme co-auteure d'un article publié par Pearson, arguant qu'elle n'avait fait que les calculs. Elle continue notamment les recherches statistiques qui assureront son renom. Ainsi, dans sa thèse, elle développe un modèle statistique qui estimae le volume crânien des humains vivants à partir de mesures externes du crâne. Ses recherches sur l'analyse statistique de la variation au sein des espèces (en), une branche de la biologie évolutive, se sont poursuivies jusqu'en 1910 et l'ont amenée à publier une succession d'articles dans la revue Biometrika à partir de 1902.Ses recherches ont également contribué à la préparation de fonctions tabulées, qui étaient fréquemment utilisées par les statisticiens et les biologistes contemporains. Ses deux premières publications sur les fonctions tabulées sont publiées dans les Proceedings (ou rapports) de la British Science Association en 1896 et 1899. Des travaux ultérieurs sur le sujet ont été publiés dans la revue Biometrika entre 1914 et 1927.
Pendant la Première Guerre mondiale, Alice Lee participe à l'effort de guerre, en menant des travaux statistiques pour le gouvernement. De 1916 à 1918, elle calcule ainsi les trajectoires d'obus et constitue des tableaux de données pour la Section expérimentale antiaérienne du Département des inventions de munitions et travaille sur des projets informatiques spéciaux pour l'Amirauté.
Le salaire de Lee au Bedford College a toujours été un salaire inférieur à celui de ses collègues masculins, et la mise en place d'un régime de retraite a commencé trop tard pour qu'elle puisse en bénéficier. Quand elle prend sa retraite, ses revenus sont très justes, aussi, en 1923, Karl Pearson et Margaret Tuke, l'ancienne directrice du Bedford College, adressèrent une requête au Home Office, en soulignant la contribution considérable d'Alice Lee à la recherche et ses « services à la cause du travail scientifique », à la suite de quoi celle-ci se voit attribuer une pension de la liste civile de 70 £ par an. Elle meurt en 1939 à l'âge de 81 ans.

## Postérité
Gloria Steinem estime qu'Alice Lee d'avoir porté l'un des nombreux coups mortels à la craniologie au début du XXe siècle. Des failles de la craniologie avaient été signalés au XIXe siècle, mais dans les années 1900, la craniologie était discréditée par des données empiriques. Le coup final est survenu en 1909 lorsque Franklin P. Mall a appliqué des mesures statistiques à l'étude du lobe frontal et des fissures du cerveau humain, qui avaient été associées à des différences raciales et sexuelles, dans son article On several anatomical characters of the human brain, said to vary according to race and sex, with especial reference to the weight of the frontal lobe. Il n'a trouvé aucune différence entre les cerveaux masculins et féminins.

## Publications
- A. Lee, « Data for the problem of evolution in man: A first study of the correlation of the human skull », Philosophical Transactions of the Royal Society Londres, 1902, p. 255-264 DOI 10.1098/rspl.1900.0038.
- K. Pearson et A. Lee, « Mathematical contributions to the theory of evolution: On the relative variation and correlation in civilized and uncivilized races », Proceedings of the Royal Society, vol. 61, 5 juillet 1897, p. 343-357 DOI 10.1098/rspl.1897.0046.
- K. Pearson et A. Lee, « Mathematical contributions to the theory of evolution--VIII. On the Inheritance of characters not capable of exact quantitative measurement », Philosophical Transactions, vol. 195A, 1901, p. 79-150 DOI 10.1098/rsta.1900.0024.
- K. Pearson et A. Lee, « On the laws of inheritance in man », Biometrika, vol. 2, février 1903, p. 357-462 [lire en ligne].
- K. Pearson, A. Lee et L. Bramley-Moore, « Mathematical contributions to the theory of evolution: VI Genetic (reproductive) selection: Inheritance of fertility in man, and of fecundity in Thoroughbred race-horses », Philosophical Transactions, vol. 192A, 1899, p. 257-330 DOI 10.1098/rsta.1899.0006.